# 82 Dywizja Piechoty (III Rzesza)
82 Dywizja Piechoty (niem. 82. Infanterie-Division) – niemiecka dywizja z czasów II wojny światowej, sformowana na mocy rozkazu z 1 grudnia 1939, w 6. fali mobilizacyjnej na poligonie Hammelburg w IX Okręgu Wojskowym.

## Struktura organizacyjna
- Struktura organizacyjna w grudniu 1939:

158., 166. i 168. pułk piechoty, 182. pułk artylerii, 182. batalion pionierów, 182. oddział rozpoznawczy, 182. oddział przeciwpancerny, 182. oddział łączności, 182. polowy batalion zapasowy;
- Struktura organizacyjna w październiku 1942:

158., 166. i 168. pułk grenadierów, 182. pułk artylerii, 182. batalion pionierów, 82. batalion fizylierów, 182. oddział przeciwpancerny, 182. oddział łączności, 182. polowy batalion zapasowy;

## Dowódcy dywizji
- Generalleutnant Josef Lehmann 1 XII 1939 – 1 IV 1942;
- General Friedrich Hoßbach 1 IV 1942 – 6 VII 1942;
- Generalleutnant  Alfred Bäntsch 6 VII 1942 – 31 I 1943;
- Generalleutnant Karl Faulenbach 31 I 1943 – 15 III 1943;
- Generalleutnant Walter Heyne 15 III 1943 – IV 1943;
- Generalleutnant Friedrich – August Weinknecht IV 1943 – V 1943;
- Generalleutnant Walter Heyne V 1943 – 10 V 1944;